# The Sea Wolf (film 1913)
The Sea Wolf è un film muto del 1913 diretto da Hobart Bosworth che ne scrisse (non accreditato) anche la storia, tratta dall'omonimo romanzo di Jack London dato alle stampe nel 1904. Lo scrittore compare - unico caso nella sua carriera - anche tra gli interpreti del film in un piccolo ruolo da marinaio.

## Produzione
Il film fu il primo prodotto dalla Hobart Bosworth Productions, una compagnia costituita dal regista per portare sullo schermo una serie di romanzi scritti da Jack London. Bosworth, che aveva avuto un'adolescenza e una giovinezza molto avventurosa, quando fondò una sua casa di produzione, volle portare sullo schermo le opere di London, non ultimo il rifacimento di Martin Eden, che ricreava un mondo molto simile alla vita stessa di Bosworth.
Le riprese del film furono effettuate in California, a San Francisco.

## Distribuzione
Il copyright del film, richiesto dalla Bosworth, Inc., fu registrato il 23 ottobre 1913 con il numero LU1494.
Distribuito dalla W.W. Hodkinson, il film uscì nelle sale cinematografiche statunitensi solo il 7 dicembre 1913. Era già stato proiettato privatamente in settembre e in ottobre, ma non fu distribuito fino a che l'autore Jack London non riuscì a vincere una causa per una versione del 1913 prodotta dalla Balboa.